# Feira do Livro de Braga

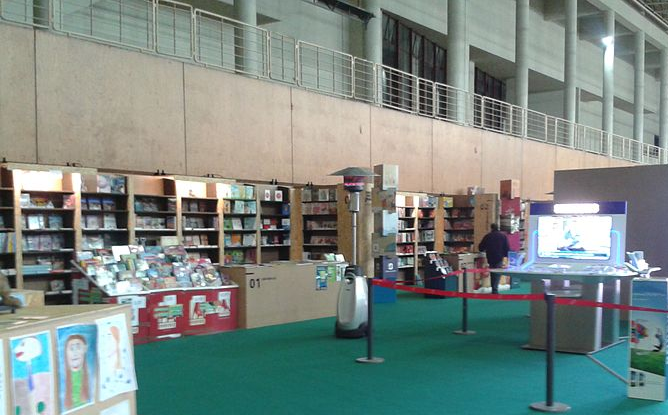
Feira do Livro de Braga de 2013

A Feira do Livro de Braga é um certame que se realiza anualmente, desde 1991, na cidade de Braga, Portugal. Até 2012 foi realizada na Grande Nave do Parque de Exposições de Braga.
A Feira do Livro de Braga é um marco cultural, a nível nacional, e especialmente para a região, tendo como objetivo estimular a leitura e promover a literatura portuguesa. Conta com uma vasta oferta, tais como editores e livreiros, ilustração e encadernação, alfarrabistas, antiquários, galerias de arte, universidades, instituições educativas e culturais, livros digitais, tábletes, gadgets e multimédia.